# Bahía de Pointe-Noire
La Bahía de Pointe-Noire (en francés: Baie de Pointe-Noire) es una pequeña cuerpo de agua en el centro de África que pertenece administrativamente a la República del Congo, en las coordenadas geográficas 4.7433333 °S 11.8252778 °E. La ciudad de Pointe-Noire se encuentra en un extremo de la bahía.
Los lugares más cercanos a la bahía son Plage Mondaine a unos 3 km al sur, Mbota y la Costa de Mondaine.